# Mont des Cats (kaas)
De Mont des Cats is een Franse kaas, die goed te vergelijken is met de Port Salut.
De kaas wordt sinds het eind van de 19e eeuw in een kleine, onafhankelijke kaasfabriek gemaakt van de melk die door de omliggende boerderijen aangeleverd wordt. De melk wordt niet behandeld, ondergaat de stappen van stremmen, scheiden (van wrongel en wei), vormen en wordt als kaas in een pekelbad gezouten.

Rijping vindt plaats in de kelders van de Abdij op de Katsberg (Abbaye du Mont des Cats) in Godewaarsvelde. De trappisten van de abdij verzorgen de kazen verder: ze controleren ze en keren ze in de kelders.
Rijping van de kaas duurt minimaal één maand. In die tijd wordt de kaas gewassen met pekelwater en gekleurd met rocou, een roodachtige product uit annato-zaad. De kaasmassa is hard en heeft kleine gaatjes.

## La Bourle
In 2004 heeft de abdij aangekondigd een ouder type kaas, de Pain de l’Abbaye, opnieuw te gaan maken, maar onder een nieuwe naam: La Bourle.

De kaas is te vergelijken met de Mont des Cats, maar is staafvormig. Als doelgroep wordt de traditionele Franse kaashandelaar genoemd.